# Cecylia Yu So-sa
Cecylia Yu So-sa (ko. 유 체칠리아) (ur. 1761 w Seulu, zm. 23 listopada 1839 tamże) – koreańska męczennica i święta Kościoła katolickiego.
Cecylia Yu So-sa była drugą żoną Augustyna Chong Yak-jong – katolika zamęczonego w 1801 roku. Chrześcijanką została pod wpływem męża. Aresztowano ją razem z nim i trójką ich dzieci. Po pewnym czasie uwolniono ją i dzieci, ale cały jej majątek został skonfiskowany. Zamieszkała w domu brata męża, a później ze swoim synem Pawłem Chŏng Ha-sang. 
Cecylia spędzała wiele czasu na modlitwie i uczynkach miłosierdzia. Podczas kolejnych prześladowań została aresztowana 19 lipca 1839 roku. Miała wtedy 78 lat. Bezskutecznie próbowano skłonić ją do wyrzeczenia się wiary. Pragnęła zostać ścięta jak jej mąż, jednak koreańskie prawo w tamtych czasach zabraniało skazywać na ścięcie ludzi w podeszłym wieku. Zmarła w więzieniu 23 listopada 1839 roku. Wielu jej krewnych zostało męczennikami, łącznie z jej dziećmi: Karolem Jeong Cheol-sang, Pawłem Chŏng Ha-sang i Elżbietą Chŏng Chŏng-hye.
Beatyfikowana została w dniu 5 lipca 1925 roku przez Piusa XI, a kanonizowana 6 maja 1984 roku przez Jana Pawła II w grupie 103 męczenników koreańskich.
Jej wspomnienie liturgiczne obchodzone jest 20 września w grupie 103 męczenników.